# Oscar Bondy
Oscar Bondy (* 19. Oktober 1870 in Wien; † 3. Dezember 1944 in New York) war ein österreichischer Unternehmer und Kunstsammler.

## Leben
Oscar Bondy, auch Zucker-Bondy genannt, besaß Zuckerfabriken in Zdic und in České Meziříčí in der Tschechoslowakei, hatte aber seine Geschäfts- und Privatadresse in Wien. Auch seine umfangreiche Kunst- und Musikinstrumentensammlung, die unter anderem die Mappenwerke von Pieter Brueghel dem Älteren und das Familienbildnis von Martin Johann Schmidt enthielt, befand sich in der Wohnung am Schubertring 3 in Wien. 1922 beerbte Oscar Bondy Nellie Bly.
Bondy war jüdischer Herkunft. Als 1938 der Anschluss Österreichs stattfand, war er gerade in der Tschechoslowakei. Er konnte in die Schweiz fliehen und wanderte später in die USA aus, wo er 1944 starb. Im Exil heiratete er Elizabeth Soinig. Seine 2000 Objekte umfassende Kunstsammlung wurde arisiert, auch der Salzburger NS-Staatssekretär Kajetan Mühlmann war an  der Arisierung beteiligt. Die Zentralstelle für Denkmalschutz übergab den größten Teil der Kunstwerke dem Zentraldepot des Kunsthistorischen Museums in der Neuen Burg. Nach dem Ende des Dritten Reichs wurden seiner Witwe Elisabeth nach langen Auseinandersetzungen mit den Behörden und den mit den Kunstwerken bedachten Museen etliche der  Sammelstücke restituiert, es gab jedoch Auflagen gegen den Export aus Österreich. Erst durch das österreichische Kunstrückgabegesetz von 1998 erfolgten weitere Rückgaben durch das Kunsthistorische Museum, die Albertina, die Österreichische Nationalbibliothek, das Wien Museum, das MAK, die Tiroler Landesmuseen, das Universalmuseum Joanneum und das Salzburg Museum; die Objekte im Salzburg Museum wurden der Familie erst 2025 zurückgegeben.
Bondy hatte eine uneheliche Tochter. Sein Urenkel Gerd von Seggern hielt es für wahrscheinlich, dass Teile seiner Sammlung in den Besitz der Familie Gurlitt geraten sein könnten.
Werke aus der Sammlung Bondys waren in der Ausstellung Sammlerfreuden zu sehen, die 2013 in der Abegg-Stiftung in Riggisberg stattfand.